# Willy L. Bitter

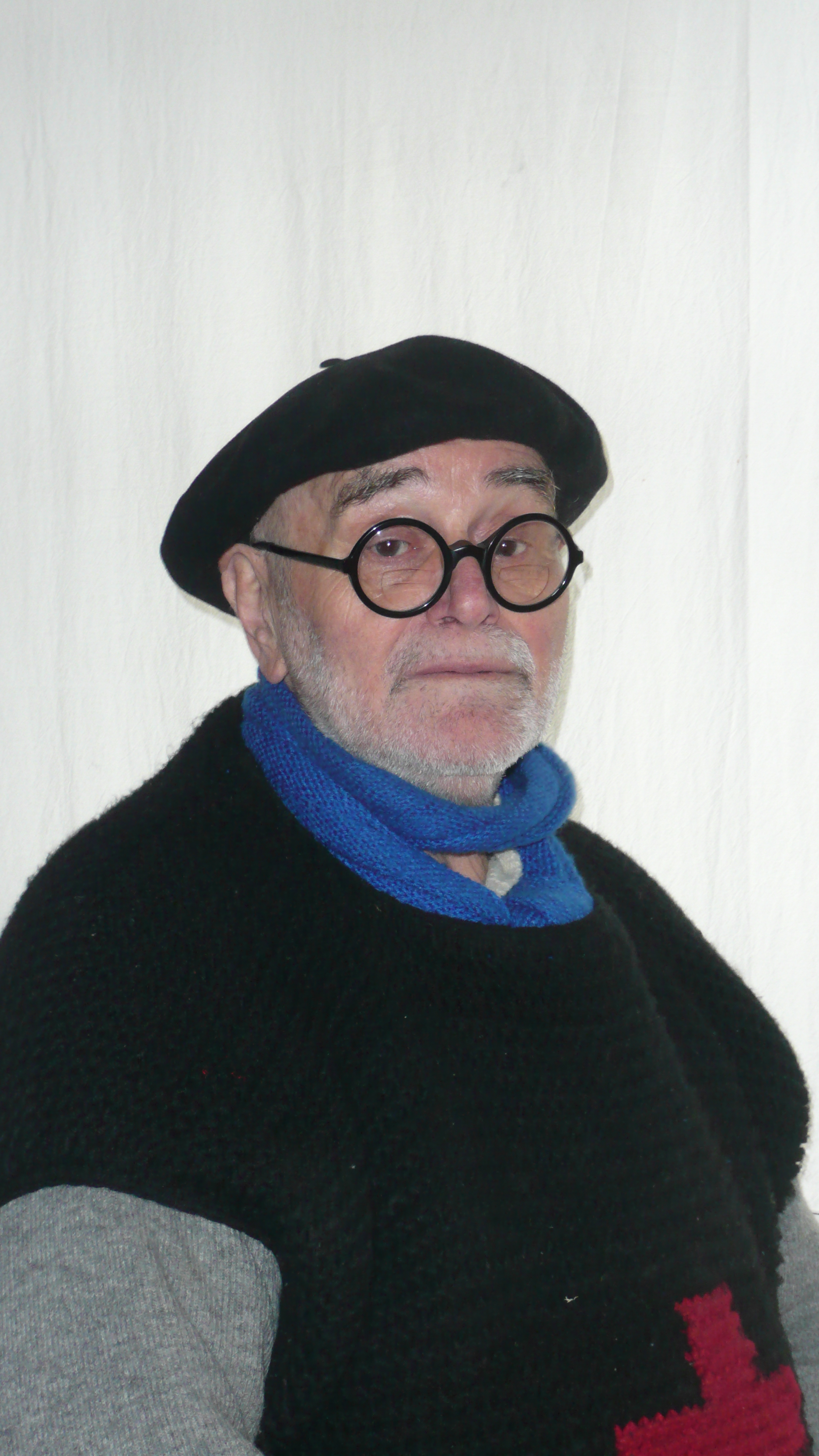
Willy L. Bitter, Porträt

Willy Ludwig Bitter  (* 2. Februar 1936 in Dortmund) ist deutscher Bildhauer. Er lebt und arbeitet in Hilden.

## Leben und Werk
Nach seiner Lehre im Tischlerhandwerk 1951 bis 1960 studierte Willy L. Bitter 1960 bis 1967 Sozialpädagogik. 1967 bis 1969 studierte er am Werkseminar der Stadt Düsseldorf. Von 1969 bis 1980 war er Lehrer für Kunst und Werken an einer Sonderschule in Düsseldorf-Bilk. Gleichzeitig war er Tutor für die Absolventen der Kunstakademie Düsseldorf und nebenamtlicher Lehrer am Werkseminar Düsseldorf.
Nach seinem Ausscheiden aus dem Schuldienst im Jahr 1980 war er Dozent für gestalterische Fächer (Holz und Keramik) an der Fachschule für Ergotherapie in Düsseldorf.
Seit 1980 ist er freischaffender Keramiker in Hilden und erschafft seit 1990 Skulpturen in seinem Atelier in Hilden. Bitter gestaltet Metallplastiken aus Eisen und Kunstwerke aus Holz. Eine Reihe von Schweißarbeiten sowie Holzschnitzereien und Malereien sind seine künstlerischen Schöpfungen.
Willy Bitter gestaltete 2007 den „Golden City Gate Prize“. Der Multimedia-Wettbewerb „Das goldene Stadttor“ ist der Oscar der Tourismusbranche. 2007 gewann ihn der Fernsehsender Deutsche Welle TV.

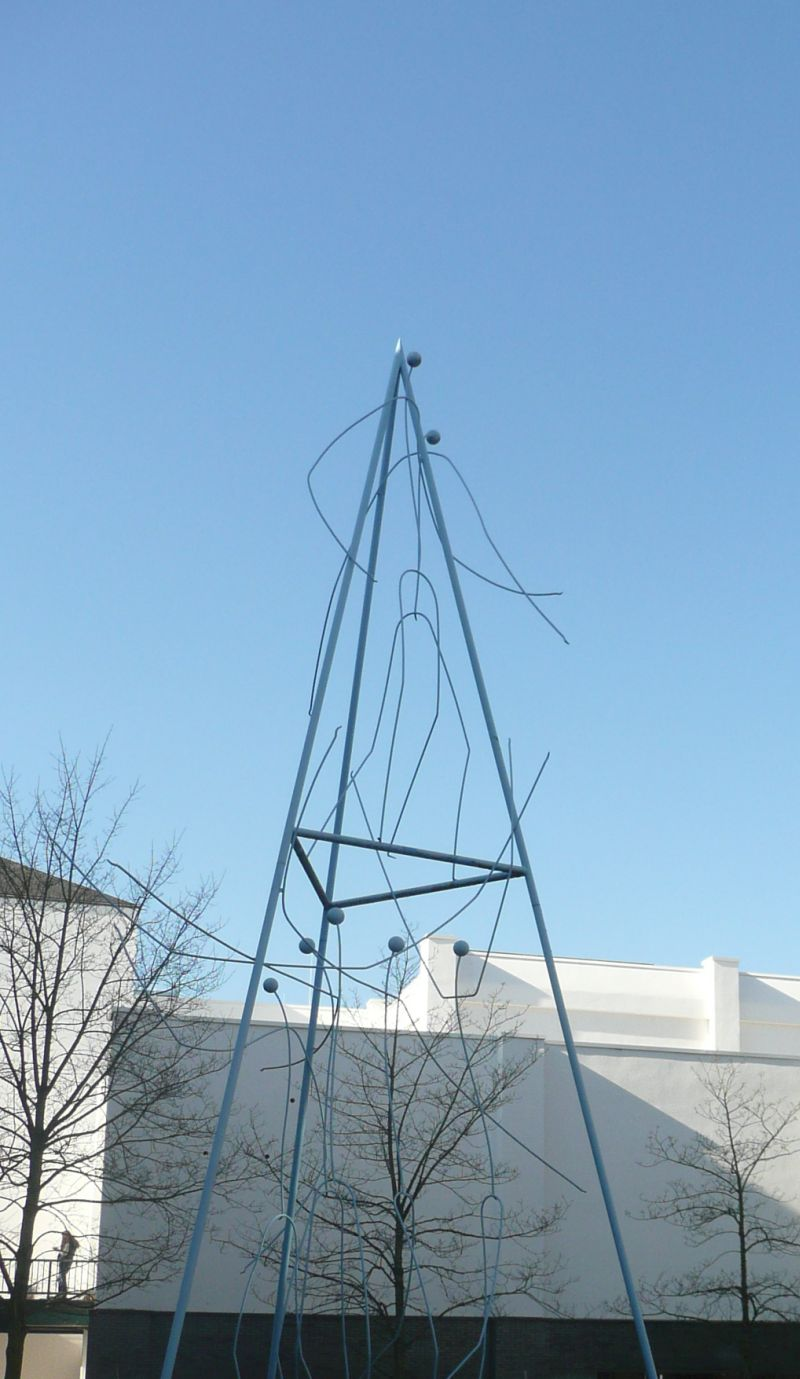
Tanz in der Pyramide, Hilden, Kleiner Warringtonplatz

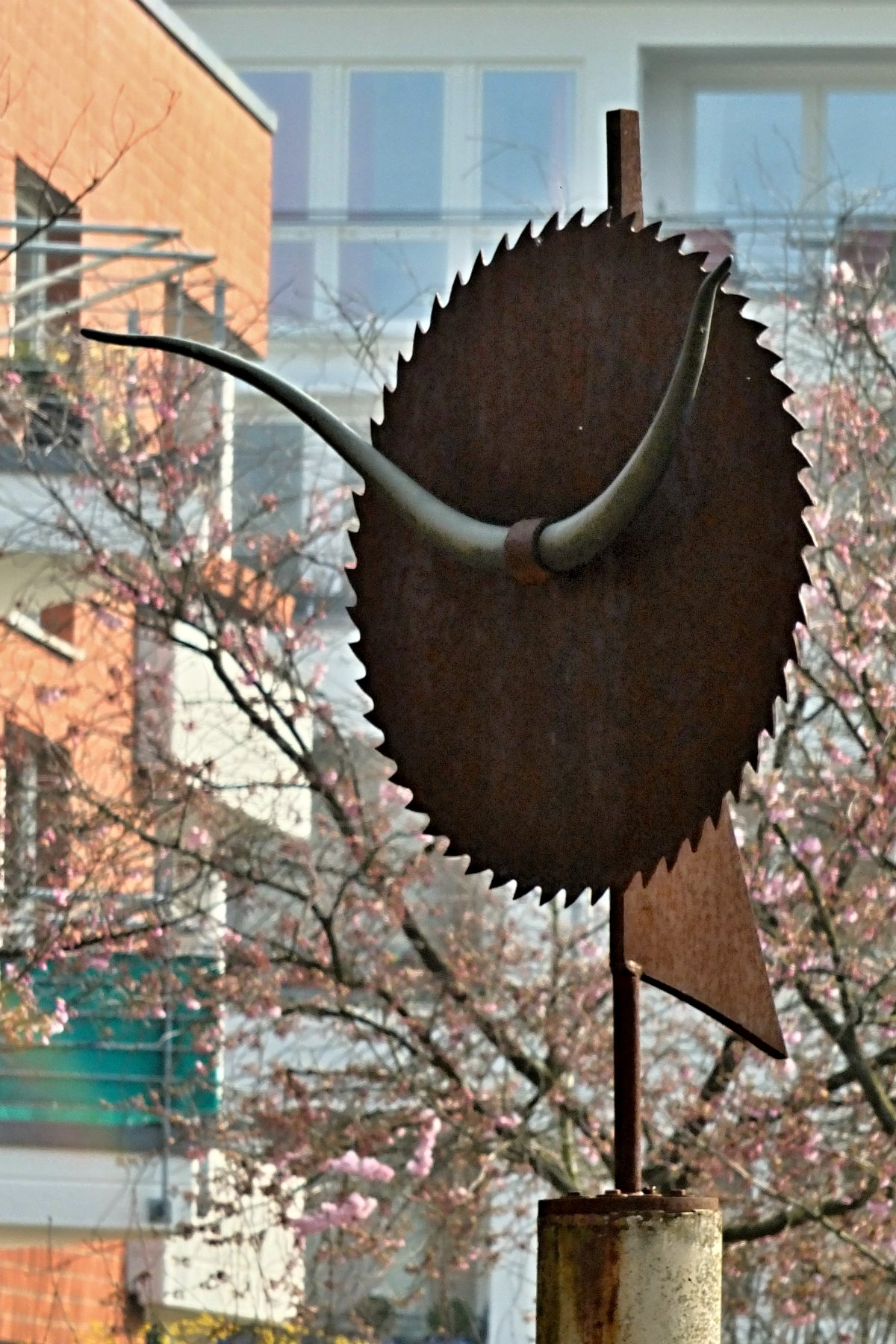
Zeichen zur neuen Mitte im Stadtsee Kaarst (1994)

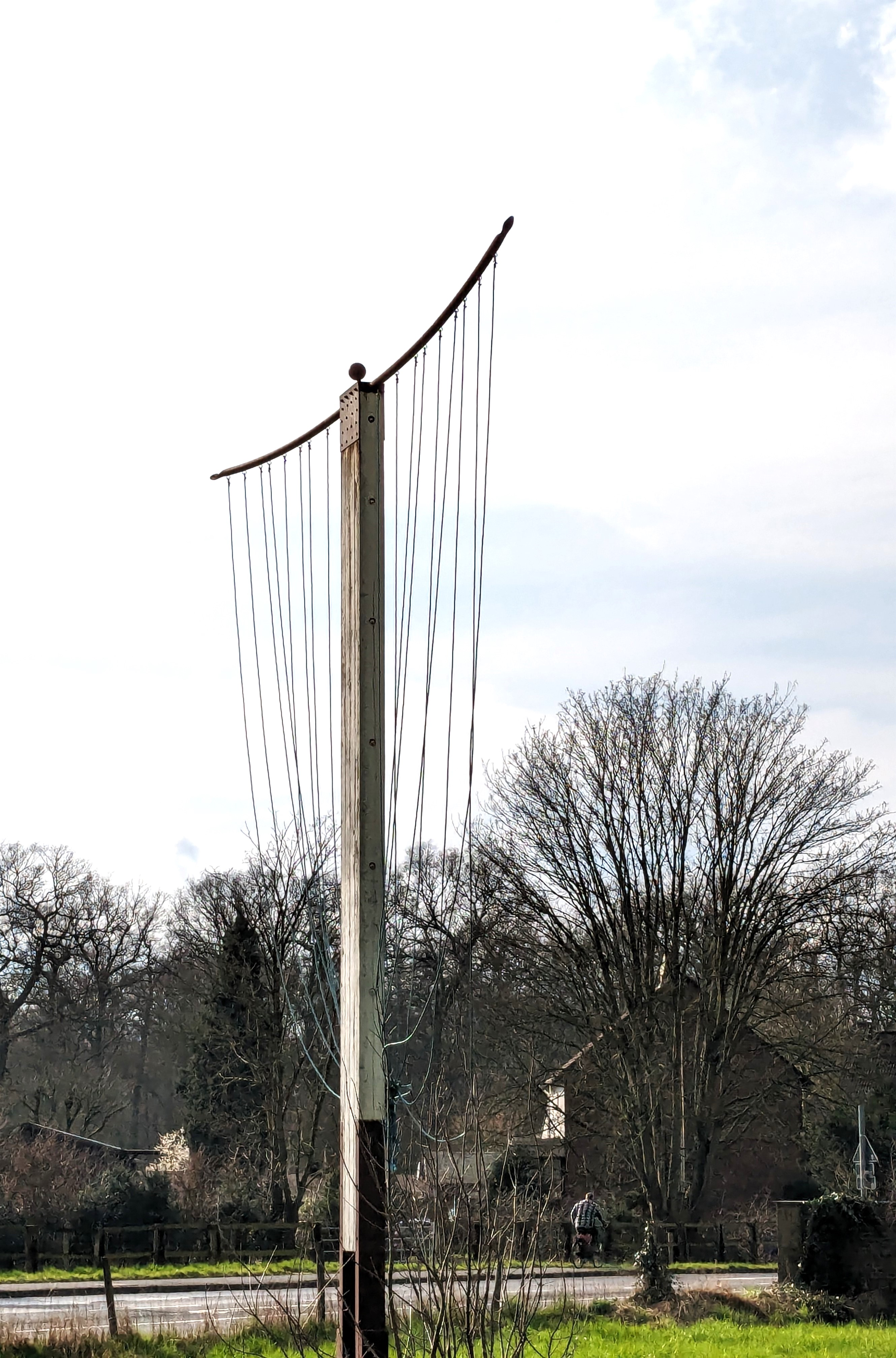
Engel Hülsenstraße beim Tierheim (2000)

## Ausstellungen
- Vier Ausstellungen im Kunstraum im Gewerbepark-Süd in Hilden, Hofstraße 64: (1997); „Abenteuer sind im Kopf“; Ausstellungsbeteiligung bei „Mélange“ (2010); „Bei näherem Hinsehen“ (2014)[4]
- Haus Hildener Künstler, H6 in Hilden, Hofstraße 6: Skulpturenausstellung (1998); Biennale Kleinplastik (1998); „Hallo mein Herz“ (1999)[5]; „Ort der Stille“; „Zeit der Lehmungen“; „Mein Schattendasein“; Werke im Skulpturengarten (2008)[6]; „Wunderkammer“ (2009);
- „Kunst darf auch betreten werden“ in der Stadtbücherei Hilden (1997); Ausstellungsbeteiligung bei der 20. Kreiskunstausstellung (2002) in Langenfeld (Rheinland)[7]; Wipperfürth, Alte Drahtzieherei, „Pärchenbildung für Kreative“ (2003)[8]; „Bibliothek der Mythen und Märchen“ Düsseldorf-Unterbach Galerie Am Zault (2007)[9][10]
- Lübeck „Objekte“; Maribor (Slowenien) „Objekte“ (1996); Mettmann „Objekte“[5]
- Preisträger der Jahresausstellung in der städtischen Galerie im Bürgerhaus Hilden (1996)[5]

## Werke im öffentlichen Raum
- Der „Wächter“ vor dem Eingang der Stadtwerke Hilden. (1997); „Doppel-Wächter“ im Hildener Rathaus (1998); Die „Blaue Pyramide“ auf dem Warringtonplatz in Hilden. (2000) (gesponsert für die Stadt Hilden), „Engel in Hilden an der Ecke Hock-/Hülsenstraße“ (2000)[11]; „Wächter“ und „Prophet“ im Foyer der Stadtbücherei Hilden; „Windkamm 4444 will fliegen“ vor dem Haus Hildener Künstler, Hofstraße 6; „Eisenvogel“ vor QQQ-Tec  in Hilden Forststraße 73[5]
- „Zeichen zur neuen Mitte“ (1994) bei „Stelen rund ums Rathaus in Kaarst“[12][13]

## Workshops und Aktionen
- „Kopfbilder“ Tanz- und Sprayaktion auf dem Nové-Město-Platz in Hilden, 1995[14]
- Kindermalereien in der Stadtbücherei Hilden (~1998)

## Bibliografie
- „Behausungen“ im Katalog zur 23. Kreiskunstausstellung (Mettmann), Wasserburg Haus Graven, Langenfeld-Wiescheid – (2012)[15]
- Flyer zur Ausstellung Willy L. Bitter, „Bei näherem Hinsehen“ (2013)[16]
- Fotografischer Werkstattbericht „Im Gehäuse“, Fotografien von Wolf de Haan (W. Schneider-Mombaur), erschienen anlässlich der Ausstellung „20 Jahre Kunstraum Hilden“ (2018).